# الطاعون الأبيض
الطاعون الأبيض (بالإنجليزية: The White Plague)‏ رواية خيال علمي من فرع نهاية المجتمع أو البشرية وما بعدها بقلم الكاتب الأمريكي فرانك هربرت كاتب سداسية الكثيب (بالإنجليزية: DUNE)‏. وهذه الرواية هي روايته ما قبل الأخيرة وكتبت سنة 1983.

## الملخص
في يوم 26 مايو أيار سنة 1996 تنفجر قنبلة مزروعة من طرف الجيش الجمهوري الإيرلندي تؤدي إلى مقتل زوجة وأولاد عالم الأحياء الدقيقة جون رو اونيل (بالإنجليزية: John Roe O'Neill)‏ فيقرر الانتقام عن طريق خلق مرض يقتل النساء فقط وسينشر الوباء بكل من بريطانيا لأنها أعطت الجيش سببا لأعماله وأيرلندا لتحملها للإرهابيين وليبيا لدعمها للإرهابيين، وطالب برد كل مواطن من هذه الدول لبلده وإلا أطلق المزيد، وتستمر الرواية بهروب جون لأيرلندا وهنا ستتبدل شخصيته بعد أن يرى راهبا ماتت أمه وسيسرد الكاتب انهيار العالم بسبب اندلاع النار في بوسطن وستحرق روما بالقنابل النووية وسيصبح الكوبالت أغلى من النفط ويستمر ندم جون بسبب طاعونه الأبيض.